# DKK1
DKK1 (англ. Dickkopf WNT signaling pathway inhibitor 1) – білок, який кодується однойменним геном, розташованим у людей на короткому плечі 10-ї хромосоми. Довжина поліпептидного ланцюга білка становить 266 амінокислот, а молекулярна маса — 28 672.
| 10         |  | 20         |  | 30         |  | 40         |  | 50         |
| ---------- |  | ---------- |  | ---------- |  | ---------- |  | ---------- |
| MMALGAAGAT |  | RVFVAMVAAA |  | LGGHPLLGVS |  | ATLNSVLNSN |  | AIKNLPPPLG |
| GAAGHPGSAV |  | SAAPGILYPG |  | GNKYQTIDNY |  | QPYPCAEDEE |  | CGTDEYCASP |
| TRGGDAGVQI |  | CLACRKRRKR |  | CMRHAMCCPG |  | NYCKNGICVS |  | SDQNHFRGEI |
| EETITESFGN |  | DHSTLDGYSR |  | RTTLSSKMYH |  | TKGQEGSVCL |  | RSSDCASGLC |
| CARHFWSKIC |  | KPVLKEGQVC |  | TKHRRKGSHG |  | LEIFQRCYCG |  | EGLSCRIQKD |
| HHQASNSSRL |  | HTCQRH     |  |            |  |            |  |            |

A: Аланін

C: Цистеїн

D: Аспарагінова кислота

E: Глутамінова кислота

F: Фенілаланін

G: Гліцин

H: Гістидин

I: Ізолейцин

K: Лізин

L: Лейцин

M: Метіонін

N: Аспарагін

P: Пролін

Q: Глутамін

R: Аргінін

S: Серин

T: Треонін

V: Валін

W: Триптофан

Кодований геном білок за функцією належить до білків розвитку. 
Задіяний у такому біологічному процесі, як сигнальний шлях Wnt. 
Секретований назовні.